# 璞跃
璞跃（Plug and Play Tech Center ，簡稱PNP）是一家美国风险投资以及种子基金和種子加速器公司，总部位于加利福尼亚州森尼韦尔。 璞跃投資過PayPal 、借貸俱樂部以及Dropbox 。 

## 历史
璞跃创始人赛义德·阿米迪 (Saeed Amidi) 来自伊朗，伊朗伊斯蘭革命發生後，他于1979年移民美国，并创立了阿米迪集团 (Amidi Group)。 1988年，该公司收购了位于加利福尼亞州帕羅奧圖一栋小型办公楼，並且把該辦公樓租給小企業。 在互聯網泡沫时期，赛义德·阿米迪投資了谷歌、 PayPal 、罗技等企業。 
2006年，阿米迪在森尼韦尔創辦了璞跃。璞跃位於一棟三層樓、總面積達15萬平方英尺的大樓內，該大樓為新創公司提供辦公空間，並提供健身房、餐廳等其他設施。此外，它還為這些新創公司提供數據中心與電信基礎設施。
後來璞跃業務擴展至美国以外地區，並在其他國家設立办事处  ，投資當地的企業  。